# 孤独なランナー
『孤独なランナー』 (こどくなランナー、Running on Empty) は、1977年に発売されたジャクソン・ブラウンの5枚目のアルバム。ブラウン初のライブ・アルバムである。
通常のライブ・アルバムとは趣が異なり、ステージでのパフォーマンスはもちろんのこと、ホテルやバスの中など、ツアーの様々な場所での演奏が収録されている。収録曲もすべて新曲とカヴァー曲で構成されている。
全米第3位で700万枚の売上を記録し、ブラウンのキャリアの中で最高のヒット作となった。1978年のグラミー賞「Album of the Year」にもノミネートされた。また、映画『フォレスト・ガンプ/一期一会』の劇中で表題曲「孤独なランナー」が使用された。

## 収録曲
1. 孤独なランナー　-　Running On Empty
2. ザ・ロード　-　The Road
3. ロージー　-　Rosie
4. ユー・ラヴ・ザ・サンダー　-　You Love The Thunder
5. コケイン　-　Cocaine
6. シェイキー・タウン　-　Shaky Town
7. ラヴ・ニーズ・ア・ハート　-　Love Needs A Heart
8. 時に願いを　-　Nothing But Time
9. ザ・ロード・アウト　-　The Load-Out
10. ステイ　-　Stay